# Красноармейск (Московска област)
Вижте пояснителната страница за други значения на Красноармейск.
Красноармейск (на руски: Красноармейск) е град, разположен в Московска област, Русия. Населението му към 1 януари 2018 е 26 519 души.